# 春日井市立篠木小学校
春日井市立篠木小学校（かすがいしりつしのぎしょうがっこう）は、愛知県春日井市篠木町五丁目にある市立の小学校である。

## 概要
- 主な行事として、篠木夏祭りや業前長縄跳びなどがある。「なかよし班」を扱った行事が多い。
- 東海地震の耐震工事をしていたが、現在は終了している。
- 男鹿市・篠木小　児童交流会が行われている。
- 春日井市内で5番目に建てられた小学校。
- 学校内に運動場が2つあり、他にも児童たちが遊べる広場が2つある。
- 学校内の遊具で、春日井市の小学校と比べて遊具が多い。代表的な遊具で、北側から南側の坂に2つの大きな滑り台がある。

## 沿革
創立は1908年（明治41年）である。これは松原尋常小学校、雛五尋常小学校、小木田尋常小学校を統合し、篠木尋常小学校となった年である。ここではそれ以前についても記述する。
- 1872年（明治5年） - 関田村に貫道学校が開校。林昌寺を仮校舎とする。関田村、下市場村、名栗村、堀之内村の児童が通学する。
- 1873年（明治6年） -
  - 神領村に三明学校が開校。瑞雲寺を仮校舎とする。
  - 下原村に時習学校が開校。下原村、南下原村、下原新田の児童が通学する。
- 1876年（明治9年）7月15日 -
  - 時習学校が下原学校に改称する。
  - 下原新田が下原学校から離脱し、下原新田字東丘[注釈 1]に東丘学校が開校する。
- 1877年（明治10年）8月 - 東丘学校が廃校となる。
- 1878年（明治11年） -
  - 貫道学校が校舎を新築し、移転する。
  - 大留村に大留学校が開校する
- 1880年（明治13年） - 大留学校が廃校となる。
- 1881年（明治14年）4月 - 関田村が貫道学校から離脱し、関田学校が開校する。
- 1882年（明治15年）5月 - 貫道学校が廃校となる。下市場村に下市場学校が開校する。
- 1884年（明治17年） - 三明学校が廃校となる。神領村に神領学校が開校する。神領村、大留村の児童が通学する。
- 1887年（明治20年） - 下原学校が尋常小学南下原学校、関田学校が尋常小学関田学校、神領学校が尋常小学神領学校、下市場学校が尋常小学下市場学校に改称する。
- 1888年（明治21年） - 尋常小学関田学校が廃校となる。関田村は尋常小学下市場学校校区となる。
- 1889年（明治22年）10月1日 -
  - 大留村、堀之内村、熊野村、桜佐村、神領村が合併し、雛五村が発足。
  - 下原新田が改称し、八幡村が発足。
  - 下原村、南下原村が合併し、下原村が発足。
  - 関田村、下市場村、大泉寺新田が合併。小木田村が発足。
- 1891年（明治24年） - 尋常小学神領学校が尋常小学雛五学校に改称する。大留に大留分教場を設置する。
- 1892年（明治25年） - 尋常小学南下原学校が松原尋常小学校、尋常小学下市場学校が小木田尋常小学校、尋常小学雛五学校が雛五尋常小学校に改称する。
- 1894年（明治27年） - 松原尋常小学校が校舎を新築し、移転する[注釈 2][2]。
- 1898年（明治31年） - 小木田尋常小学校の校舎を新築する。
- 1902年（明治35年） - 雛五尋常小学校の校舎を新築する。
- 1906年（明治39年）7月16日 - 下原村、八幡村、小木田村、雛五村 （神領・熊野・堀之内・桜佐。大留は高蔵寺村に編入）が合併し、篠木村が発足。
- 1908年（明治41年）4月15日 - 松原尋常小学校、雛五尋常小学校、小木田尋常小学校を統合し、篠木尋常小学校となる。大留分教場は高蔵寺村に移管される。
- 1909年（明治42年） - 高等科を設置し、篠木尋常高等小学校に改称する。旧・松原尋常小学校校舎を松原分教場、旧・雛五尋常小学校校舎を雛五分教場とする。
- 1917年（大正6年） - 松原分教場、雛五分教場を廃止する。
- 1919年（大正8年） - 実業補習学校を併設する。
- 1926年（大正15年） - 青年訓練所を併設する。
- 1935年（昭和10年） - 青年学校を併設する。
- 1941年（昭和16年）4月1日 - 篠木国民学校に改称する。
- 1943年（昭和18年）6月1日 - 勝川町、鷹来村、鳥居松村、篠木村が合併し、春日井市が発足する。
- 1947年（昭和22年）4月1日 - 春日井市立篠木小学校に改称する。
- 1952年（昭和27年）4月 - 春日井市立篠木小学校分校を設置する。
- 1953年（昭和28年）4月 - 分校が春日井市立八幡小学校として独立する。
- 1954年（昭和29年） - 校舎を新築する。
- 1969年（昭和44年） - 体育館が完成する。
- 1971年（昭和46年）4月 - 春日井市立松原小学校を分離する。
- 1974年（昭和49年） - 新校舎（現・北館）が完成する。
- 1976年（昭和51年） - 南館が完成する。
- 2008年（平成20年）度にオアシス100が篠木小学校100周年記念として完成した。
- 2010年（平成22年）度にふわふわ広場（芝生の広場）完成
- 2014年（平成26年）度現在に3種類のスポーツ少年団があり2014年度現在に所属人数の多い順に並べると野球・サッカー・卓球である。通称すべての競技を合わせて「スポ少」とよばれている。またサッカー少年団は新年初めの活動時に初蹴りという父母参加の試合が行われる。また篠木スポーツ少年団には篠原小学校・北城小学校などから来ている児童もいる。

## アクセス
- JR中央線春日井駅
- 多数バス便が設定されているため、アクセスは非常に良い。

## 学校付近
- 春日井市立第三保育園
- 春日井市立東部中学校
- マルテツ
- 春日井篠木郵便局